# Andromeda XX
Andromeda XX (And XX) – karłowata galaktyka sferoidalna leżąca w gwiazdozbiorze Andromedy. Jest satelitą Galaktyki Andromedy i leży w odległości około 129 kiloparseków (ok. 421 tysięcy lat świetlnych) od niej. Należy do Grupy Lokalnej.
Jej jasność absolutna wynosi około -6,3m i jest porównywalna do jasności And XII (ok. -6,4m). Obie galaktyki są najmniej jasnymi znanymi galaktykami satelitarnymi Galaktyki Andromedy.
Odkryta w 2008 wraz z Andromedą XVIII i Andromedą XIX na zdjęciach wykonanych przez Teleskop Kanadyjsko-Francusko-Hawajski (CFHT).